# Anthaxia abdita
Anthaxia abdita es una especie de escarabajo del género Anthaxia, familia Buprestidae. Fue descrita científicamente por Bílý en 1982.